# Hohes Kreuz, Thüringen
Hohes Kreuz är en kommun i Landkreis Eichsfeld i förbundslandet Thüringen i Tyskland.
Kommunen ingår i förvaltningsområdet Leinetal tillsammans med kommunerna Bodenrode-Westhausen, Geisleden, Glasehausen, Heuthen, Reinholterode, Steinbach och Wingerode.